# Estadio municipal Cuna del Fútbol Español
El Estadio municipal Cuna del Fútbol Español es un recinto deportivo situado en el municipio español de Minas de Riotinto, en la provincia de Huelva, comunidad autónoma de Andalucía. Constituye el campo de juego en el que el equipo Riotinto Balompié disputa sus partidos locales.

## Características
El estadio fue construido por la Rio Tinto Company Limited (RTC) en 1931 en lo que entonces constituía el poblado obrero de «El Valle». El complejo posee unas dimensiones de 120 metros de largo por 84 metros de ancho, mientras que la extensión del terreno de juego es de 69 metros de ancho por 105 metros de largo. Tanto el muro perimetral como las dependencias del recinto —incluidas las gradas—. fueron construidos en mampuesto encalado. Las instalaciones fueron inauguradas el 15 de agosto de 1931 con la celebración de un encuentro entre el Rio Tinto Foot-ball Club y un equipo sevillano.